# Lagocheirus jamaicensis
Lagocheirus jamaicensis är en skalbaggsart som beskrevs av Toledo och Hovore 2005. Lagocheirus jamaicensis ingår i släktet Lagocheirus och familjen långhorningar. Inga underarter finns listade i Catalogue of Life.